# スタッフ東京
スタッフ東京（スタッフとうきょう）は、かつて東京都渋谷区に本社があったテレビ番組の構成作家が所属するプロダクションである。

## 概要
- 1970年に作家の塚田茂によって番組構成作家らを育てるという意味で設立されたプロダクションである。
- 1980年前後に玉井貴代志、高田文夫、野中浩之らの大物作家が所属し総勢30名以上の作家やそのアシスタントらが所属していた。また全盛期には番組制作にも加わっていた。
- 所属していた作家らがそれぞれ独立し2003年に解散となった。[1]

## 会社概要
- 正式商号：株式会社スタッフ東京
- 所在地：東京都渋谷区神宮前3丁目35－8ハニービル5階
- 代表取締役会長：塚田茂

## 所属していた主な構成作家
- 塚田茂
- 玉井貴代志
- 高田文夫
- 松岡孝
- 鈴木哲
- 大谷哲郎
- 小林久枝
- 小堀陽子
- 矢頭浩
- 野中浩之
- 鈴木桂
- 後藤年孝
- 上沢清
- 柴田昭
- 富阪弘明
- 杉紀彦
- 浦沢義雄
- 和山泰明
- 山賀淳子
- 松井智代子
- 内海譲司
- 宮田和実
- 小高浩
- 西沢七瀬
- えむらめぐみ
- 山田孝則

他

## 主な企画・構成番組
- 夜のヒットスタジオ（フジテレビ）
- スターどっきり(秘)報告（フジテレビ）
- オールスター水泳大会（フジテレビ）
- ラブラブショー（フジテレビ）
- クイズグランプリ（フジテレビ）
- クイズ・ドレミファドン!（フジテレビ）
- リビング11（フジテレビ）
- ワイドワイドフジ（フジテレビ）
- ビッグベストテン（フジテレビ）
- 夕やけニャンニャン（フジテレビ）
- クイズ!ドレミファドン!（フジテレビ / 渡辺プロダクション）
- FNS歌謡祭（フジテレビ）
- ザ・サンデー -THE SUNDAY-（フジテレビ）
- Audition House (オーディション・ハウス）（フジテレビ）
- ザ・ベストテン（TBS）
- 輝く!日本レコード大賞（TBS / 日本作曲家協会）
- 8時だョ!全員集合 (TBS / 渡辺プロダクション）
- 加トちゃんケンちゃんごきげんテレビ（TBS / 渡辺プロダクション）
- 紅白歌のベストテン（日本テレビ）
- ザ・トップテン（日本テレビ）
- 歌のトップテン（日本テレビ）
- カックラキン大放送（日本テレビ）
- 日本テレビ音楽祭（日本テレビ）
- 土曜トップスペシャル・オールスターワールド水上フェスティバル（日本テレビ）
- ベスト30歌謡曲（テレビ朝日）
- アイドル共和国（テレビ朝日）
- 郷ひろみの宴ターテイメント（テレビ朝日）
- 紅白歌合戦（NHK総合）
- レッツゴーヤング（NHK総合）
- ヤングスタジオ101（NHK総合）
- NHK歌謡コンサート（NHK総合）
- お笑いオンステージ（NHK総合）
- ヤンヤン歌うスタジオ（テレビ東京）
- メガロポリス歌謡祭（テレビ東京）

他